# Diocese de Tampico
A Diocese de Tampico (em latim: Dioecesis Tampicensis) é uma diocese da Igreja Católica localizada no município de Tampico, no estado de Tamaulipas, pertencente a Arquidiocese de Monterrey no México. Foi fundada em 13 de agosto de 1861 pelo Papa Pio IX como Vicariato Apostólico de Tamaulipas. Com uma população católica de 944.000 habitantes, sendo 93,1% da população total, possui 72 paróquias com dados de 2021.

## História
Em 13 de agosto de 1861 o Papa Pio IX cria o Vicariato Apostólico de Tamaulipas través do território da Diocese de Linares o Nueva León. Em 1870 o vicariato apostólico é elevada a diocese com  nome de Diocese de Ciudad Victoria-Tamaulipas. No mesmo a diocese ganha parte do território da Arquidiocese da Cidade do México,  Diocese de Tlaxcala.  Em 1922 a Diocese de Ciudad Victoria-Tamaulipas e a  Diocese de Veracruz-Jalapa perdem território para a formação da Diocese de Papantla. Em 1958 a diocese perde território para a formação da Diocese de Matamoros. No mesmo ano a Diocese de Ciudad Victoria-Tamaulipas tem seu nome alterado para Diocese de Tampico. Em 1962 a Diocese de Tampico, Diocese de Tulancingo, Diocese de Papantla  e a Diocese de Huejutla perdem território para a formação da Diocese de Tuxpan. Em 1964 a Diocese de Tampico e a Diocese de Matamoros perdem território para a formação da Diocese de Ciudad Victoria. Em 1972 a Diocese de Tampico perde novamente território, dessa vez para a formação da Diocese de Ciudad Victoria.

## Prelados
A seguir uma lista de bispos desde a criação do vicariato apostólico em 1861.
|                                      | Nome                                       | Período           | Notas                                  |
| Bispos de Tampico                    | Bispos de Tampico                          | Bispos de Tampico | Bispos de Tampico                      |
| ------------------------------------ | ------------------------------------------ | ----------------- | -------------------------------------- |
| 5º                                   | José Armando Álvarez Cano                  | 2019 - 2025       | Nomeado Arcebispo coadjutor de Morelia |
| 4º                                   | José Luis Dibildox Martínez                | 2003 - 2018       |                                        |
| 3º                                   | Rafael Gallardo García, O.S.A.             | 1987 - 2003       |                                        |
| 2º                                   | Arturo Antonio Szymanski Ramírez           | 1968 - 1987       | Nomeado Bispo de San Luis Potosí       |
| 1º                                   | Ernesto Corripio y Ahumada                 | 1958 - 1967       | Nomeado Arcebispo de Antequera         |
| Bispos de Ciudad Victoria-Tamaulipas |                                            |                   |                                        |
| 7º                                   | Ernesto Corripio y Ahumada                 | 1956 - 1958       | Nomeado bispo dessa diocese            |
| 6º                                   | Serafín María Armora y González            | 1923 - 1955       | Faleceu no cargo                       |
| 5º                                   | José Guadalupe Ortíz y López               | 1919 - 1923       | Nomeado bispo de Chilapa               |
| 4º                                   | José de Jesús Guzmán y Sánchez             | 1909 - 1914       | Faleceu no cargo                       |
| 3º                                   | Filemón Fierro y Terán                     | 1897 - 1905       | Faleceu no cargo                       |
| 2º                                   | Giuseppe Ignazio Eduardo Sánchez Camacho   | 1880 - 1896       |                                        |
| 1º                                   | Jose Maria Ignacio Montes de Oca y Obregón | 1871 - 1879       | Nomeado bispo de Linares               |
| Vigário apostólico de Tamaulipas     |                                            |                   |                                        |
| 1º                                   | Francisco Ramírez y González, O.F.M.       | 1861 - 1869       | Faleceu no cargo                       |
| Bispo auxiliar                       |                                            |                   |                                        |
| 1º                                   | Ernesto Corripio y Ahumada                 | 1952 - 1956       | Nomeado bispo dessa diocese            |
| Administrador apostólico             |                                            |                   |                                        |
|                                      | Oscar Efraín Tamez Villarreal              | 2025-atual        | Bispo de Ciudad Victoria               |